# 林好次
林 好次（はやし こうじ、1895年（明治28年）10月15日 - 1959年（昭和34年）12月4日）は、昭和期の漁業経営者、政治家。衆議院議員、網走市名誉市民。

## 経歴
滋賀県 坂田郡春照村（伊吹村、伊吹町を経て現米原市）で生まれる。1918年（大正7年）網走に移住して雑貨店（林屋商店前身）を経営。1935年（昭和10年）ごろに水産不況に対応するため北洋出漁組合を結成して、鮭鱒漁で成果を収めた。網走漁業会長、北海道水産業会理事、林屋商会取締役、北見綜合木材取締役、藤林商会取締役社長、網走水産冷蔵取締役社長などを務めた。
網走町会議員、北海道会議員、網走市議会議長に在任。1949年（昭和24年）1月の第24回衆議院議員総選挙で北海道第5区から民主党所属で出馬して当選。1947年（昭和27年）10月、第25回総選挙では改進党から出馬したが落選し、衆議院議員を1期務めた。この間、水産資源保護法の制定に尽力し、民主党会計監督を務めた。
また、北洋漁業の再開のため漁民会社・北海道漁業公社の設立に参画して社長に就任し、母船式漁業の実現に尽力したが、公社経営の問題により1年で辞任した。その他、網走商工会議所会頭、北海道商工会議所連合会監事、北海道鮭鱒増殖漁業協同組合長なども務めた。